# Lagoa (Azores)
Lagoa es una ciudad portuguesa situada en la isla de São Miguel, región autónoma de Azores. Según el censo de 2011, tiene una población de 8 080 habitantes.
Es sede de un pequeño municipio con 45,60 km² de área y una población estimada, en 2020, de 14 750 habitantes, subdividido en 5 freguesias. El municipio limita al norte por el de Ribeira Grande, al este por Vila Franca do Campo, al oeste por Ponta Delgada y al sur se encuentra el océano Atlántico.

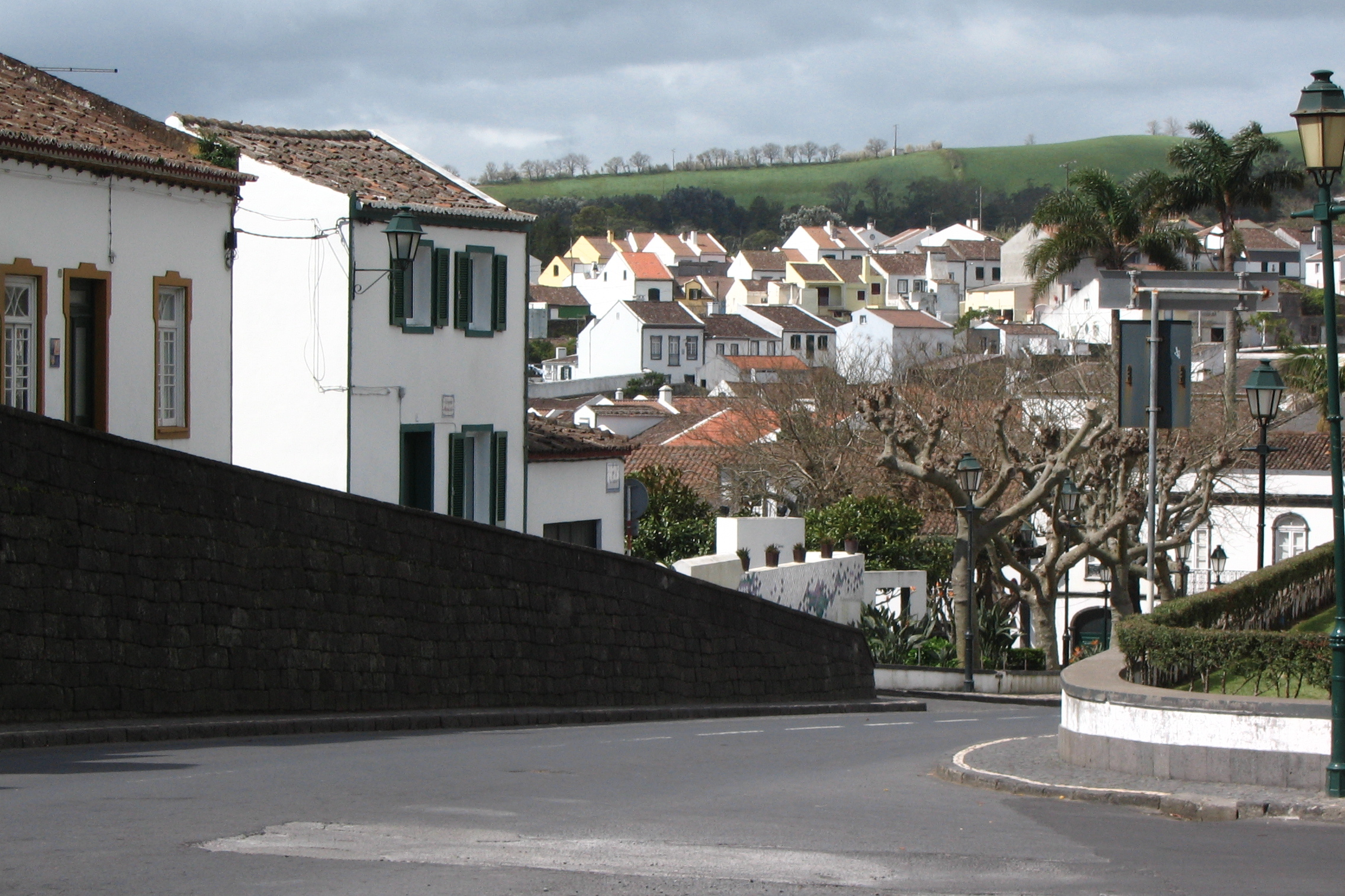
Aqua de Pau

## Población
| Población del municipio de Lagoa (1849 – 2004) | Población del municipio de Lagoa (1849 – 2004) | Población del municipio de Lagoa (1849 – 2004) | Población del municipio de Lagoa (1849 – 2004) | Población del municipio de Lagoa (1849 – 2004) | Población del municipio de Lagoa (1849 – 2004) | Población del municipio de Lagoa (1849 – 2004) | Población del municipio de Lagoa (1849 – 2004) |
| ---------------------------------------------- | ---------------------------------------------- | ---------------------------------------------- | ---------------------------------------------- | ---------------------------------------------- | ---------------------------------------------- | ---------------------------------------------- | ---------------------------------------------- |
| 1849                                           | 1900                                           | 1930                                           | 1960                                           | 1981                                           | 1991                                           | 2001                                           | 2004                                           |
| 5387                                           | 11963                                          | 10954                                          | 13944                                          | 12849                                          | 12900                                          | 14126                                          | 14698                                          |

## Geografía
Las freguesias de Lagoa son las siguientes:
- Água de Pau
- Cabouco
- Nossa Senhora do Rosário (Lagoa)
- Ribeira Chã
- Santa Cruz (Lagoa)

## Véase también

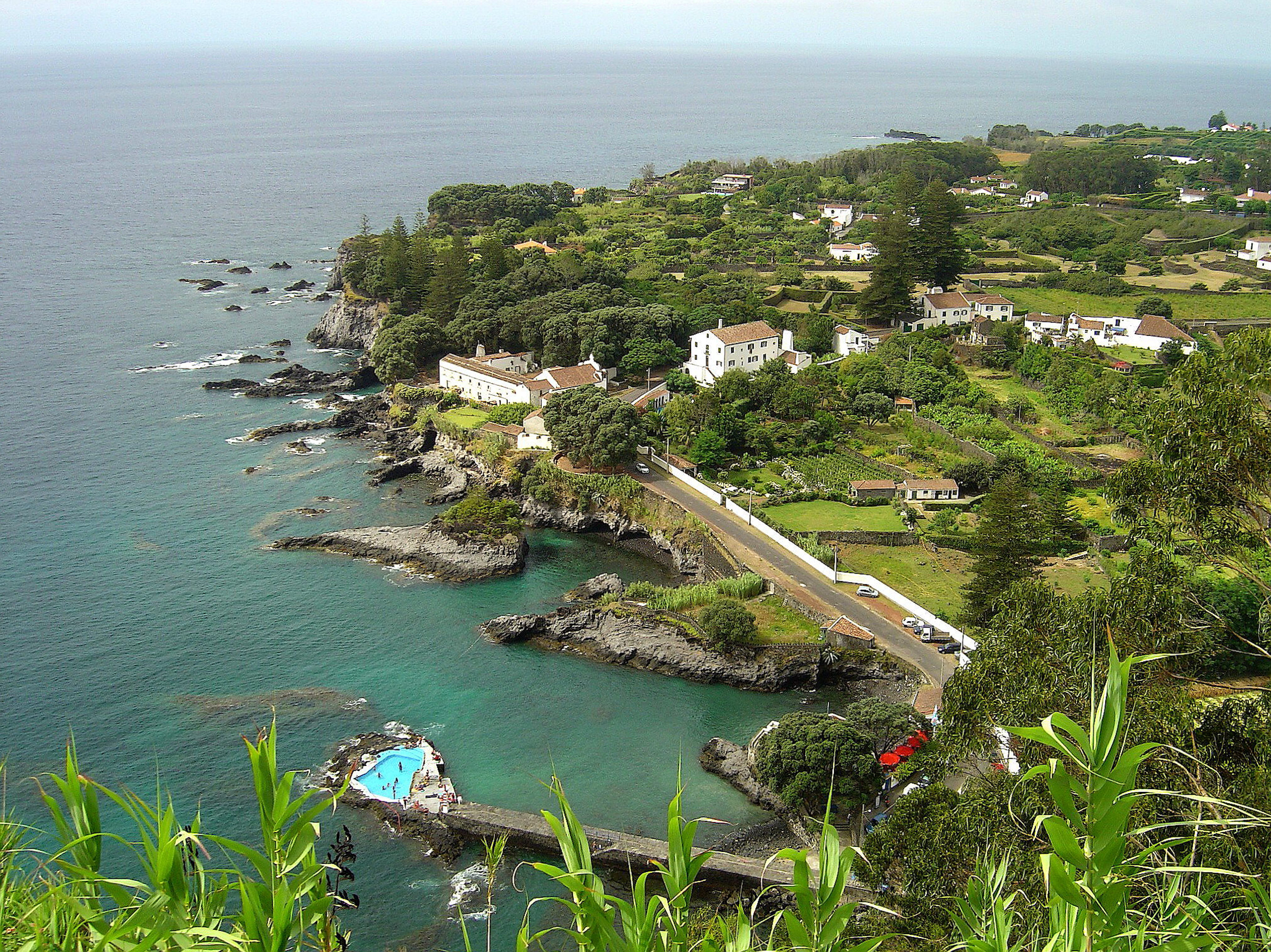
Piscinas naturales de Caloura.